# Hit or Miss
Hit or Miss — перший сингл з EP It's All About the Girls американського поп-панк гурта New Found Glory (на той час називався A New Found Glory). Виданий 14 травня 1999 на Fiddler Records. 
Після підписання контракту з Drive-Thru Records трек був повністю перезаписаний і перевиданий 17 червня 2000 року. Увійшов до альбому New Found Glory. Досяг 15 місця у хіт-параді Billboard Modern Rock Tracks у квітні 2001 року.

## Список пісень
Автор музики і слів New Found Glory. 
| Hit or Miss | Hit or Miss                           | Hit or Miss |
| #           | Назва                                 | Тривалість  |
| ----------- | ------------------------------------- | ----------- |
| 1.          | «Hit or Miss»                         | 3:15        |
| 2.          | «So Many Ways»                        | 2:59        |
| 3.          | «You've Got a Friend in Pennsylvania» | 4:00        |
| 4.          | «Hit or Miss (відео)»                 | 3:15        |
| 13:29       |                                       |             |